# Carl-Michael Herlöfsson
Carl-Michael Herlöfsson, född 25 augusti 1962 i Malmö, är en svensk musiker, musikproducent och kompositör. Han är utbildad ljudtekniker vid College for Recording Arts i San Francisco och arbetade på 1980-talet som ljudtekniker i studion Starlight Sound. Han var medlem i producentduon Bomkrash som skördade stora framgångar inom svensk musik under tidigt 1990-tal, bland annat vann de en Grammis år 1993 i kategorin årets producent. Han mixade även Nordmans framgångsrika debutalbum 1993-1994. Herlöfsson drev skivbolaget/förlaget Primal Music 1998-2002. Mellan 2003 och 2012 gick han över till att jobba mycket med reklam- och filmmusik.
2012 grundade han företaget Moodelizer där han idag är kreativ chef. 
Herlöfsson är son till musikdirektör Åke Herlöfsson och flöjtisten och musikchefen Gunilla von Bahr.

## Filmmusik
- 1998 – Aspiranterna (TV-serie)
- 2004 – Mongolpiparen
- 2005 – Storm
- 2006 – Snapphanar (TV-serie)
- 2006 – Quinze
- 2009 – Prinsessa

## Diskografi i urval
1984:
- Timex Social club: Rumours
- Melvins: Gluey Porch Treatment

1985:
- Club Noveau: Club Noveau

1986:
- Surf MC's: Surf or die

1987:
- Leila K: Got to Get
- Papa D: Microphone poet

1988:
- Mc Tim: Jag e Def

1989:
- Just D: Ett steg fram och två steg bak
- Papa D: Lettin of Steam
- Electric Boys/Svullo: För fet för ett fuck

1990:
- Just D: Svenska Ord
- Oven and Stove: Everything you need to know about...

1991:
- Fleshquartet: Flow
- Pelle Almgren och Wow Liksom: Allting är Bra

1992:
- Just D: Rock n' Roll
- Love Kings: Deeper

1993:
- Fistfunk: Total mass confusion
- Amen[särskiljning behövs]: Silver
- Ulf Lundell: Maria kom tillbaka

1994:
- Nordman: Nordman
- Milky: Milkyway
- Lucky People Center: Interspecies communication

1995:
- Rammstein: Herzeleid

1996:
- Fleshquartet: Flow

1997:
- Amen: Lakefront

1998:
- Baxter: Baxter
- Fleshquartet: Jag gör vad som helst för lite solsken

1999:
- Krom: This

2000:
- Fleshquartet: Love Go
- Eclectic Bob: Chocolate Garden

2001:
- Nåid: Nåid
- Infinite Mass: The Face
- Weeping Willows: In to the light

2002:
- a-ha: Lifelines, Lisa Miskowski, Standfast: Album tracks

2003:
- Eric Gadd: Life Support
- Bacter: About This
- Grand Tone Music: Go to Hell

2004:
- Weeping Willows: Precense
- OddJob: Koyo
- Goran Kajfes: Headspin

2005:
- Sofia Allard: Search & Destroy

2006:
- Nina Ramsby: and Martin Hederos Jazzen

2007:
- Dungen: Tio Bitar

2008:
- Dungen: Sätt att se

2010:
- Nina Ramsby  and Martin Hederos: Visorna

2011:
- Lune : Girls With Bangs (Tiësto Remix)

2012:
- Adrian Lux feat. Rebecca & Fiona:  Boy - Hardwell Remix

2014:
- Lune  : Music & Sports
- Lune  : Leave The World Behind